# Jin’an (Lu’an)
Jin'an (chiń. upr. 金安区; chiń. trad. 金安區; pinyin Jīn'ān Qū) – dzielnica miasta Lu’an w prowincji Anhui we wschodniej Chińskiej Republice Ludowej. Liczba mieszkańców dzielnicy, w 2010 roku, wynosiła 789 699.